# Seattle Seahawks 2002
La stagione 2002 dei Seattle Seahawks è stata la 27ª della franchigia nella National Football League. I Seahawks ritornarono nella NFC West per la prima volta dopo la loro stagione inaugurale del 1976 e debuttarono nel loro nuovo stadio, il Seahawks Stadium, collocato sul sito dove si trovava il precedente, il Kingdome.

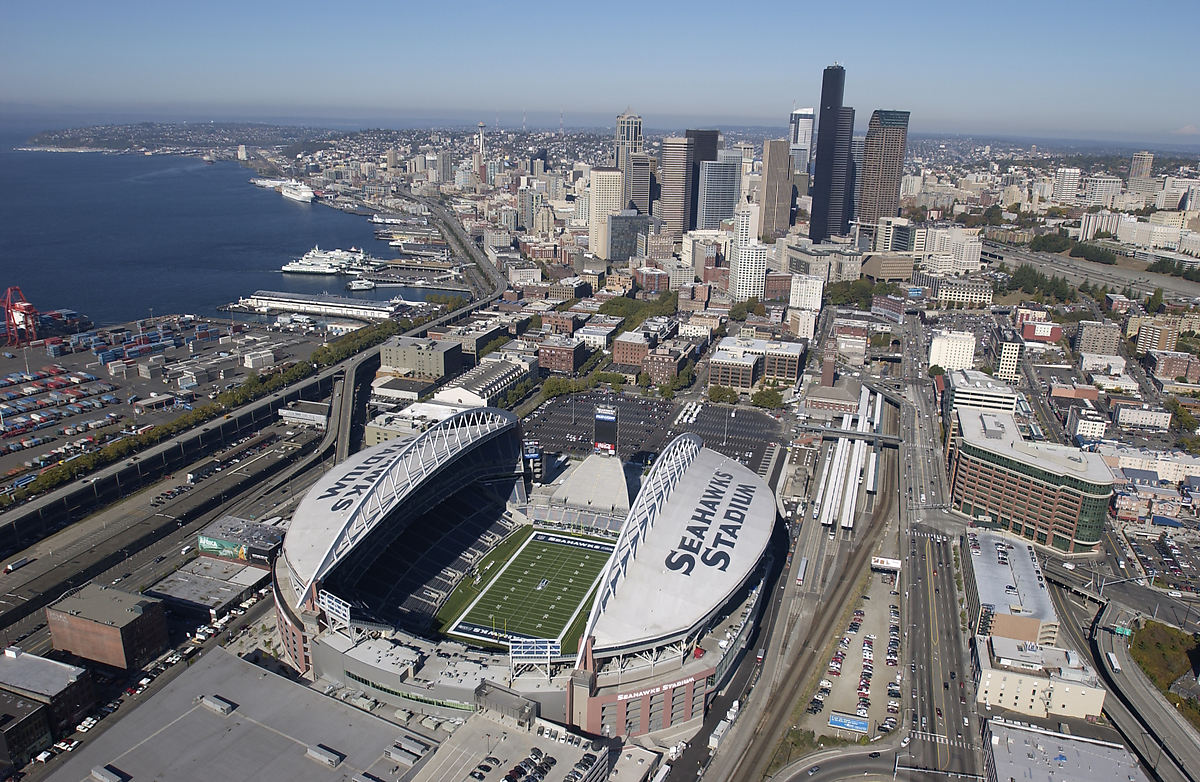
Una veduta aerea del Seahawks Stadium.

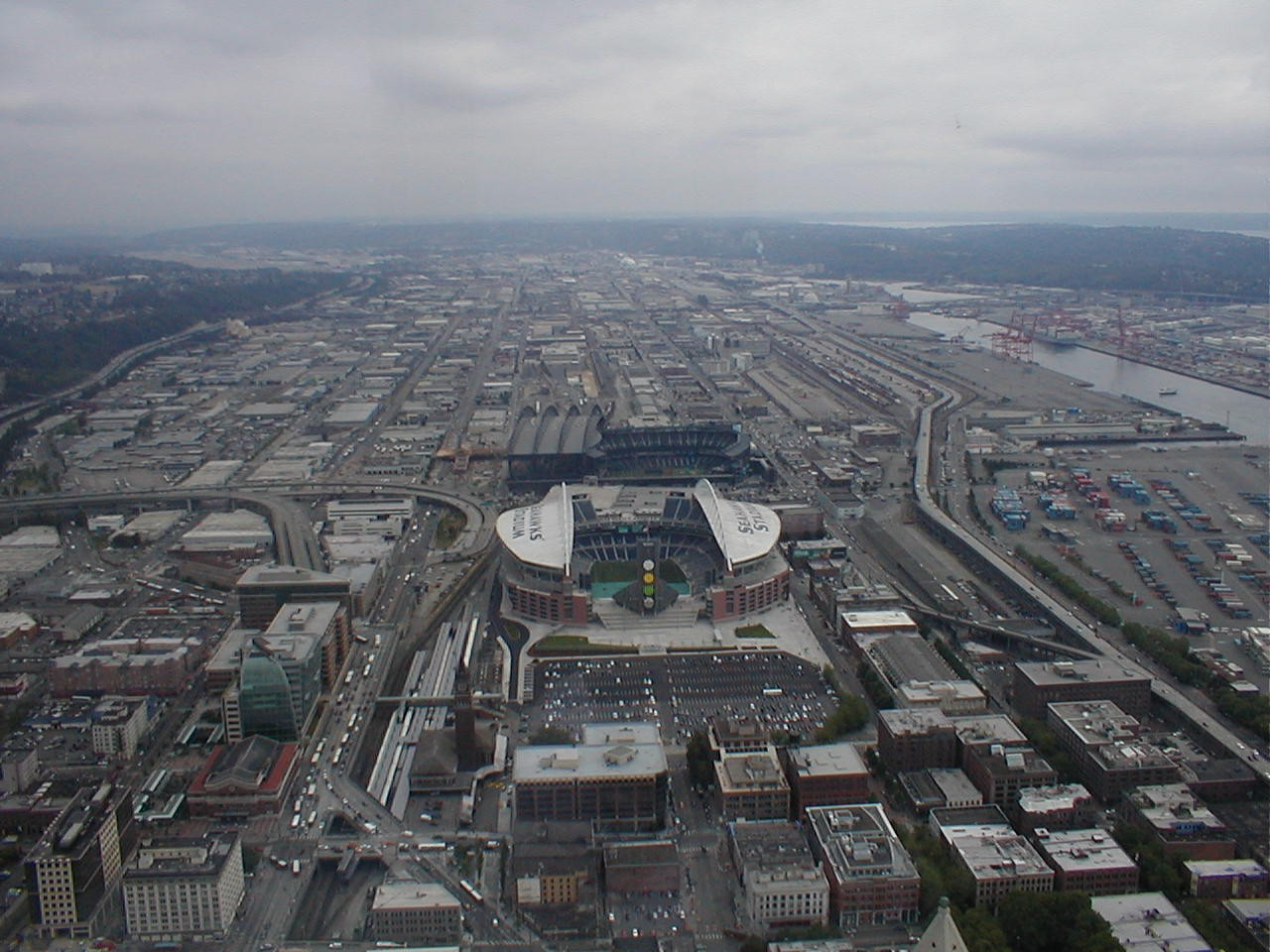
Il nuovo stadio e dintorni, 2002.

## Scelte nel Draft 2002
| Scelte dei Seahawks nel Draft 2002 |                 |                  |                      |
| Giro/Scelta                        | Giocatore       | Ruolo            | College              |
| 1/28                               | Jerramy Stevens | Tight end        | Washington           |
| 2/54                               | Maurice Morris  | Running back     | Oregon               |
| 2/60                               | Anton Palepoi   | Defensive end    | UNLV                 |
| 3/85                               | Kris Richard    | Defensive back   | USC                  |
| 4/120                              | Terreal Bierria | Defensive Back   | Georgia              |
| 5/146                              | Rocky Bernard   | Defensive tackle | Texas A&M            |
| 5/169                              | Ryan Hannam     | Tight End        | Northern Iowa        |
| 5/171                              | Matt Hill       | Offensive tackle | Boise State          |
| 6/194                              | Craig Jarrett   | Punter           | Michigan State       |
| 7/232                              | Jeff Kelly      | Quarterback      | Southern Mississippi |

## Roster
| Roster dei Seattle Seahawks nella stagione 2002 |
| --- |
| Quarterback - 4 Trent Dilfer - 8 Matt Hasselbeck - 17 Jeff Kelly Running Back - 37 Shaun Alexander - 44 Heath Evans FB - 38 Mack Strong FB Wide Receiver - 85 Alex Bannister - 82 Darrell Jackson - 87 Kevin Kasper - 81 Koren Robinson - 88 James Williams Tight End - 83 Ryan Hannam - 89 Itula Mili - 86 Jerramy Stevens Offensive Linemen - 52 J.P. Darche C - 62 Chris Gray G - 74 Matt Hill T - 76 Steve Hutchinson G - 71 Walter Jones T - 72 Chris Terry T - 61 Robbie Tobeck C - 69 Floyd Wedderburn G - 77 Floyd Womack T - 70 Jerry Wunsch T Defensive Linemen - 99 Rocky Bernard DT - 78 Antonio Cochran DE - 90 Chad Eaton DT - 95 John Hilliard DE - 92 Lamar King DE - 97 Brandon Mitchell DE - 67 Rich Owens DE - 91 Anton Palepoi DE - 93 John Randle DT - 98 Cedric Woodard DT Linebacker - 55 Marcus Bell - 94 Chad Brown - 57 Orlando Huff - 58 Isaiah Kacyvenski - 56 Terry Killens - 54 D.D. Lewis - 53 Keith Miller - 51 Anthony Simmons - 59 Tim Terry Defensive Back - 30 Walter Bernard - 34 Terreal Bierria - 28 Harold Blackmon - 33 Doug Evans - 29 Curtis FullerGiocatore NFL - 21 Ken Lucas CB - 42 Kris Richard - 31 Marcus Robertson S - 24 Shawn Springs CB - 25 Reggie Tongue S - 27 Willie Williams Special Team - 84 Bobby Engram PR - 10 Jeff Feagles P - 9 Rian Lindell K - 20 Maurice Morris KR |
| Legenda - I rookie sono in corsivo. - Il primo ruolo è il principale mentre gli eventuali successivi indicano i ruoli secondari. - (IR) sta per Injured Reserve ed indica la lista ristretta per un solo giocatore infortunato che può tornare ad allenarsi dopo la settimana 6 e a rientrare in prima squadra dopo che questa ha giocato 8 partite. - (NF-Inj.) / (NF-Ill.) stanno rispettivamente per Non-Football Injured e Non-Football Illness ed indicano le liste dove viene inserito un giocatore che ha un infortunio o una malattia non dipendente dal football americano. - (PUP) sta per Physically Unable to Perform ed indica la lista dove viene inserito un giocatore mentre è in attesa di recuperare la condizione fisica. Nella stagione regolare dopo la sesta partita giocata dalla propria squadra, il giocatore ha tempo tre settimane per riprendere ad allenarsi, più tre settimane aggiuntive dal suo rientro agli allenamenti per rientrare in prima squadra. |

## Calendario
Il 27 ottobre 2002, contro i Seahawks, il running back dei Cowboys Emmitt Smith superò il record NFL di Walter Payton per yard corse in carriera. Quella partita segnò anche il cambio definitivo del quarterback titolare: Trent Dilfer si infortunò dopo aver passato sole 46 yard; la sua riserva Matt Hasselbeck sostituì Dilfer venendo nominato titolare nella settimana successiva, ruolo che conservò fino alla stagione 2010.
| Turno | Data               | Avversario            | Risultato          | Stadio                      | Record             | Tabellino          | Orario TV          | Pubblico           |                    |
| 1     | 8/9/2002           | @ Oakland Raiders     | S 17-31            | Network Associates Coliseum | 0-1                | GameCenter         | FOX 1:15 pm        | 53.260             |                    |
| 2     | 15/9/2002          | Arizona Cardinals     | S 13-24            | Seahawks Stadium            | 0-2                | GameCenter         | FOX 1:15 pm        | 63.104             |                    |
| 3     | 22/9/2002          | @ New York Giants     | S 6-9              | Giants Stadium              | 0-3                | GameCenter         | FOX 1:15 pm        | 78.551             |                    |
| 4     | 29/9/2002          | Minnesota Vikings     | V 48-23            | Seahawks Stadium            | 1-3                | GameCenter         | ESPN 5:30 pm       | 65.212             |                    |
| 5     | Settimana di pausa | Settimana di pausa    | Settimana di pausa | Settimana di pausa          | Settimana di pausa | Settimana di pausa | Settimana di pausa | Settimana di pausa | Settimana di pausa |
| 6     | 14/10/2002         | San Francisco 49ers   | S 21-28            | Seahawks Stadium            | 1-4                | GameCenter         | ABC 6:00 pm        | 66.420             |                    |
| 7     | 20/10/2002         | @ St. Louis Rams      | S 20-37            | Edward Jones Dome           | 1-5                | GameCenter         | FOX 10:00 am       | 65.931             |                    |
| 8     | 27/10/2002         | @ Dallas Cowboys      | V 17-14            | Texas Stadium               | 2-5                | GameCenter         | FOX 10:00 am       | 63.854             |                    |
| 9     | 3/11/2002          | Washington Redskins   | L 3-14             | Seahawks Stadium            | 2-6                | GameCenter         | FOX 1:15 pm        | 64.325             |                    |
| 10    | 10/11/2002         | @ Arizona Cardinals   | V 27-6             | Sun Devil Stadium           | 3-6                | GameCenter         | FOX 1:15 pm        | 29.252             |                    |
| 11    | 17/11/2002         | Denver Broncos        | S 9-31             | Seahawks Stadium            | 3-7                | GameCenter         | CBS 1:15 pm        | 65.495             |                    |
| 12    | 24/11/2002         | Kansas City Chiefs    | V 39-32            | Seahawks Stadium            | 4-7                | GameCenter         | CBS 1:15 pm        | 56.250             |                    |
| 13    | 1/12/2002          | @ San Francisco 49ers | S 24-31            | 3Com Park                   | 4-8                | GameCenter         | FOX 1:15 pm        | 67.594             |                    |
| 14    | 8/12/2002          | Philadelphia Eagles   | S 20-27            | Seahawks Stadium            | 4-9                | GameCenter         | FOX 1:15 pm        | 59.862             |                    |
| 15    | 15/12/2002         | @ Atlanta Falcons     | V 30-24 DTS        | Georgia Dome                | 5-9                | GameCenter         | FOX 10:00 am       | 69.551             |                    |
| 16    | 22/12/2002         | St. Louis Rams        | V 30-10            | Seahawks Stadium            | 6-9                | GameCenter         | FOX 1:15 pm        | 63.953             |                    |
| 17    | 29/12/2002         | @ San Diego Chargers  | V 31-28 DTS        | Qualcomm Stadium            | 7-9                | GameCenter         | FOX 1:15 pm        | 52.159             |                    |

## Leader della squadra
| Leader della squadra   |                 |       |
| Categoria              | Giocatore       | N.    |
| Yard passate           | Matt Hasselbeck | 3.075 |
| Touchdown passati      | Matt Hasselbeck | 15    |
| Yard corse             | Shaun Alexander | 1.175 |
| Touchdown su corsa     | Shaun Alexander | 16    |
| Ricezioni              | Koren Robinson  | 78    |
| Yard ricevute          | Koren Robinson  | 1.240 |
| Touchdown su ricezione | Koren Robinson  | 5     |
| Sack                   | John Randle     | 7,0   |
| Intercetti             | Reggie Tongue   | 5     |